# 地方廳 (琉球政府)
地方廳（日语：／ Chihōchō）為琉球群島於美國治理時期，協助處理琉球政府行政主席於各區域事務的次級機關。在1952年美國民政府廢除群島政府改設置琉球政府統一管轄琉球群島時，除了沖繩群島政府以外，將原本的各群島政府改為地方廳，設置有地方廳長。直到沖繩移交日本前，將各地方廳先後改為現在的支廳。

## 地方廳列表
括號內為地方廳機關所在地
- 奄美地方廳（名瀨市、今奄美市）：1953年移交日本後，成為現在的鹿兒島縣大島支廳。
- 宮古地方廳（平良市、今宮古島市）：為現在的沖繩縣宮古支廳。
- 八重山地方廳（石垣市）：為現在的沖繩縣八重山支廳。

## 外部連結
- 鹿兒島縣大島支廳官方網頁
- 宮古支廳官方網頁
- 八重山支廳官方網頁